# Liste der denkmalgeschützten Objekte in Schwoich
Die Liste der denkmalgeschützten Objekte in Schwoich enthält die denkmalgeschützten, unbeweglichen Objekte der Gemeinde Schwoich.

## Denkmäler
| Foto |                 | Denkmal | Standort                          | Beschreibung | Metadaten |
| ---- | --------------- | --- | --------------------------------- | --- | --- |
| ja   | Datei hochladen | Kath. Pfarrkirche hl. Ägidius und Friedhof mit Kriegerdenkmal HERIS-ID: 106565 Objekt-ID: 123742 TKK: 2772 | bei Dorf 4 Standort KG: Schwoich  | Urkundlich wurde 1390 eine Kirche genannt. 1690 wurde ein barocker Neubau errichtet. 1891 wurde die Kirche zur Pfarrkirche erhoben. Die Erweiterung des Langhauses der Moderne nach Norden erfolgte 1975 nach Plänen des Architekten Clemens Holzmeister. | BDA-Hist.: Q37808053 Status: § 2a Stand der BDA-Liste: 2025-06-30 Name: Kath. Pfarrkirche hl. Ägidius und Friedhof mit Kriegerdenkmal GstNr.: 482, 479/5 Pfarrkirche Schwoich |
| ja   | Datei hochladen | Ehem. Zementofen, Doppelofen HERIS-ID: 106562 Objekt-ID: 123737 TKK: 2744                                  | Egerbach Standort KG: Schwoich    | | BDA-Hist.: Q37808038 Status: § 2a Stand der BDA-Liste: 2025-06-30 Name: Ehem. Zementofen, Doppelofen GstNr.: 815/2 Cement kiln in Egerbach                                    |
| ja   | Datei hochladen | Schützenkapelle/Egerbachkapelle HERIS-ID: 106569 Objekt-ID: 123746 TKK: 2778                               | Egerbach 71 Standort KG: Schwoich | Die Schützenkapelle wurde 1983 oder 1984 nach Plänen von Clemens Holzmeister erbaut. | BDA-Hist.: Q37808069 Status: § 2a Stand der BDA-Liste: 2025-06-30 Name: Schützenkapelle/ Egerbachkapelle GstNr.: 3398/4 Egerbachkapelle                                       |